# 阿瓜萨尔
阿瓜萨尔，是西班牙卡斯蒂利亚-莱昂巴利亚多利德省的一个市镇。总面积27平方公里，
2001年普查人口總數為31人，人口密度為每平方公里1人。